# Shlomo Cohen
Shlomo Cohen (15 de junio de 1941) es un diplomático israelí. Asumió en la Embajada de Israel en Venezuela el 9 de diciembre de 2003.

## Biografía

### Educación
Estudió Ciencias Políticas y estudios orientales en la Universidad Hebrea de Jerusalén, recibiendo su Doctorado en Ciencias Políticas e Historia.
Además del hebreo, domina el inglés, francés y español

### Trayectoria en el Ministerio de Relaciones Exteriores
Shlomo Cohen tiene una vasta trayectoria diplomática que comenzó en el año 1965 cuando se integró en el servicio diplomático. 
Entre 1965 - 1968 fue miembro de la delegación israelí en Nepal cumpliendo las funciones de Tercer Secretario. Entre los años 1968 - 1974 fue Segundo Secretario para Asuntos Económicos en México. Entre los años 1978 - 1983 se desempeñó como Consejero de Asuntos Políticos en Uruguay y consejero no residente en Paraguay.
Posteriormente entre 1986 - 1990 desempeñó el cargo de Embajador en Honduras. Entre los años 1993 - 2001 fue el embajador de Israel en Guatemala y embajador concurrente en Nicaragua y Honduras. 
En la Cancillería de Israel se desempeñó, entre otras funciones, como director general del Instituto Cultural Israel-Ibero América (2001-2003), Director del Departamento para América Latina 1 (Centroamérica, México y Caribe ), Vicedirector del Departamento de Capacitación, así como cargos adicionales en el Departamento de Recursos Humanos. 
Desde el 2003 es el máximo representante de Israel en Venezuela, así como también Embajador concurrente en Trinidad y Tobago, Suriname, Barbados y Guyana.

## Embajadores de Israel en Venezuela
- Shlomo Cohen agosto de 2004 - enero de 2009 (fue expulsado de Venezuela el 6 de enero de 2009 como respuesta a la incursión israelí en Gaza).